# 두동가리돔
두동가리돔은 나비고기목 나비고기과의 한 종으로, 열대어이다. 흰색과 검은색의 가로 띠무늬가 있으며, 등지느러미가 길게 늘어져 있어 몸 길이가 25cm까지 이른다. 몸은 마름모꼴에 가깝고 체고가 높으며 옆으로 납작하다. 가슴지느러미, 뒷지느러미, 꼬리지느러미는 노란색을 띤다. 깃대돔과 매우 비슷하게 생겼지만, 이 종이 더 길고, 원형에 가깝게 생겼다.

## 습성

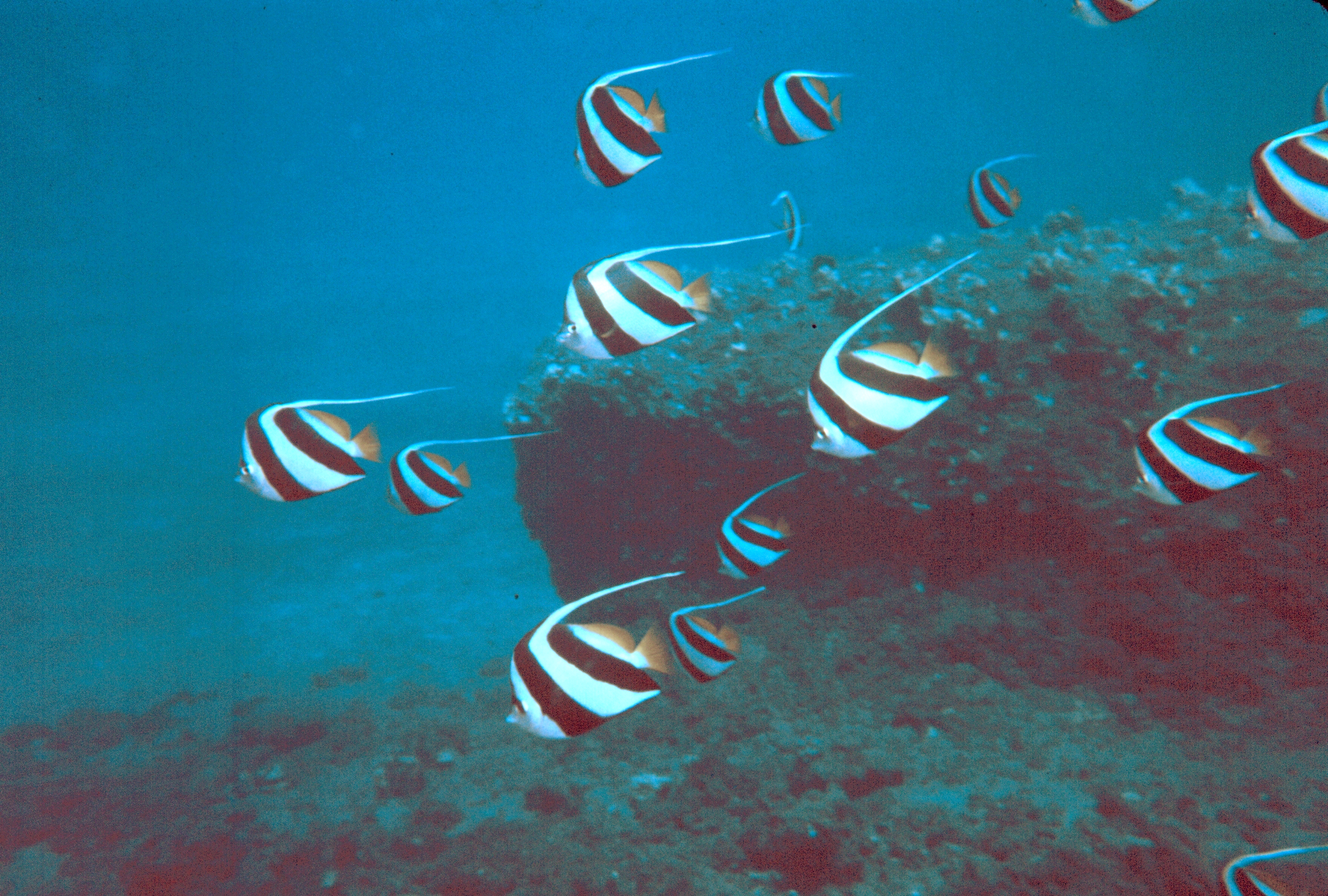
두동가리돔 무리

쌍이나 무리를 지어 있으며, 소극적인 물고기로, 영역은 거의 없다. 어릴 때 몇몇은 다른 물고기의 기생충을 없애주기도 한다.

## 식성
대부분 플랑크톤을 먹지만, 수조 환경에서는 잡식한다.

## 분포
두동가리돔의 분포는 인도양에서 태평양까지 암초 지대에 분포한다. 제주도 연안에서도 발견된다.